# هرچیزی ممکن است
هرچیزی ممکن است (انگلیسی: Anything Goes) نام یک تئاتر موزیکال است که موسیقی و اشعارش اثرِ کول پورتر است. این نمایشنامه بر اساس کتابی به همین نام اثر مشترکِ گای بولتون و پی.جی. وودهاوس ساخته شده است.